# Schlacht an der Schelon
Die Schlacht an der Schelon (russisch Шелонская битва) war eine Schlacht zwischen dem Großfürstentum Moskau und der Republik Nowgorod im Jahr 1471. Sie ereignete sich am Fluss Schelon südwestlich des Ilmensees und  endete mit einer vernichtenden Niederlage eines zahlenmäßigen überlegenen Nowgoroder Heeres durch eine kompakteres und professionelles Moskauer Heer des Großfürsten Iwan III.

## Vorgeschichte
Den Hintergrund der Auseinandersetzung bildete der seit Jahrzehnten schwelende Streit zwischen Moskau und Nowgorod über die Machtverteilung und über die Freiheiten Nowgorods. Formal war die Republik seit dem 13. Jahrhundert den Großfürsten von Wladimir unterstellt. Dieser Titel wurde im 14. Jahrhundert zum Erbtitel der Großfürsten von Moskau. Allerdings widersetzten sich die Nowgoroder häufig den Moskauer Großfürsten und unterstützten etwa während der Moskauer Fehde 1425 bis 1453 die gegnerische Partei. Der erste Krieg zwischen Moskau und Nowgorod endete 1456 mit dem Frieden von Jaschelbizy, der die eigenständigen Außenbeziehungen und die kirchliche Selbstverwaltung Nowgorods einschränkte. Da Nowgorod diese Bestimmungen zu unterlaufen suchte und als Gegengewicht zum wachsenden Machtanspruch Moskaus Beziehungen zum polnisch-litauischen König Kasimir IV. aufnahm, kam es 1471 zu einem erneuten Krieg. Iwan III. beschuldigte das Nowgoroder Oligarchat, die Orthodoxie zu verraten und mit Kasimir IV. über einen Übertritt Nowgorods zum Katholizismus zu verhandeln.

## Schlacht
Das Nowgoroder Oligarchat, angeführt von Dmitri Borezki, konnte eine große Armee aufstellen, deren große Teile allerdings aus einer wenig erfahrenen Landwehr bestanden. Das Moskauer Heer wurde angeführt vom erfahrenen Feldherr Daniil Cholmski. In einer zweistündigen Schlacht in der Nähe von Solzy wurde das Nowgoroder Heer vernichtend geschlagen. Ausschlaggebend war die geringe Motivation der vielen mit dem Nowgoroder Oligarchat unzufriedenen Kämpfer. Das Moskauer Heer zog siegreich in Nowgorod ein. Der gefangengenommene Dmitri Borezki wurde auf Befehl Iwans III. in Staraja Russa öffentlich hingerichtet.

## Folgen
Die Republik Nowgorod wurde gezwungen, den Frieden von Korostyn zu unterzeichnen. Nach seinen Bestimmungen wurde die Eigenständigkeit Nowgorods noch stärker eingeschränkt. Insgesamt war die Schlacht an der Schelon die wohl entscheidendste Schlacht der drei Kriege zwischen Moskau und Nowgorod, bevor die Republik Nowgorod 1478 vollständig an Moskau angegliedert wurde und dadurch ein zentralisiertes Russisches Reich entstand.
Der Machtzuwachs Iwans III. durch die Schlacht an der Schelon verursachte im folgenden Jahr einen Straffeldzug des Khans der Großen Horde Akhmat. Er wurde jedoch in der Schlacht bei Alexin abgewehrt.